# Конти (Отвоцький повіт)
Конти (пол. Kąty) — село в Польщі, у гміні Колбель Отвоцького повіту Мазовецького воєводства.
Населення — 541 особа (2011).
У 1975-1998 роках село належало до Седлецького воєводства.

## Демографія
Демографічна структура станом на 31 березня 2011 року:
|          | Загалом | Допрацездатний вік | Працездатний вік | Постпрацездатний вік |
| -------- | ------- | ------------------ | ---------------- | -------------------- |
| Чоловіки | 253     | 53                 | 169              | 31                   |
| Жінки    | 288     | 69                 | 162              | 57                   |
| Разом    | 541     | 122                | 331              | 88                   |